# Adam Chubb
Adam Edward Chubb (* 5. Juli 1981 in Harrisburg, Pennsylvania) ist ein ehemaliger US-amerikanischer Basketballspieler. Er bestritt 332 Spiele in der deutschen Bundesliga.

## Karriere
Chubb spielte als Student für die Basketballmannschaft der University of Pennsylvania. In 107 Spielen brachte er es auf Mittelwerte von 5,5 Punkten und 3,6 Rebounds je Begegnung. Erst in der Saison 2003/04 wurde er Leistungsträger der Hochschulmannschaft (10,5 Punkte, 7,5 Rebounds/Spiel).
Seine Laufbahn als Berufsbasketballspieler begann er bei Ulsan Phoebus in Südkorea. Danach wechselte er nach Deutschland, wo er bei den Bundesligisten Gießen 46ers, Eisbären Bremerhaven und die Artland Dragons unter Vertrag stand. Außerdem nahm Chubb mit der US-amerikanischen Nationalmannschaft an der Basketball-Amerikameisterschaft 2005 teil. Zur Saison 2008/09 wechselte er zu Alba Berlin. Mit Alba holte er 2009 den deutschen Pokal, welchen er bereits in der Saison davor mit den Artland Dragons gewonnen hatte, und erreichte die Runde der besten 16 Mannschaften in der EuroLeague. In der folgenden Spielzeit gelang der Einzug ins Endspiel des ULEB Cups. In der deutschen Meisterschaft schied man in den Play-offs im Halbfinale bzw. 2010 bereits im Viertelfinale aus, was für den früheren Serienmeister eine Enttäuschung darstellte. Nach der Saison 2009/10 wurde daher die Berliner Mannschaft umgebaut und sein Vertrag gelöst, worauf Chubb zur Saison 2010/11 in die spanische Liga ACB zum Aufsteiger nach CAI Saragossa wechselte. Für Saragossa bestritt er in der Spielrunde 2010/11 34 Einsätze in der Liga ACB (7,4 Punkte/Spiel).
Zur Saison 2011/2012 kehrte Chubb nach Deutschland zurück und unterschrieb einen Vertrag bei den EWE Baskets Oldenburg. Mitte April 2012 erreichte er mit 30 Punkten gegen Ulm die Bestleistung seiner Bundesliga-Jahre. Bereits im Laufe der Saison 2012/13, in der Chubb mit den Niedersachsen in die Bundesliga-Endspielserie einzog und dort unterlag, verlängerte er seinen Vertrag in Oldenburg bis Sommer 2015. In der Saison 2013/14 musste Chubb aufgrund eines Bänderrisses und eines Knöchelbruchs im Fußgelenk größtenteils aussetzen. Nach Ablauf seines Vertrages in Oldenburg kam es im Sommer 2015 zwischen Chubb und den Niedersachsen zur Trennung. Von Oktober 2015 bis zum Ende der Saison 2015/16 spielte er für die Crailsheim Merlins.
Chubb kehrte in die Vereinigten Staaten zurück und wurde beruflich im Versicherungswesen tätig.